# Eric Lloyd
David Eric Lloyd Morelli (Glendale, 19 maggio 1986) è un attore statunitense.

## Biografia
Figlio di David Morelli e di Melissa Rogers, fratello più giovane di Emily Ann Lloyd (ex-attrice) e cugino più giovane di Alyssa Milano, Eric Lloyd ha iniziato giovanissimo la sua carriera professionale, realizzando alcuni spot pubblicitari. È noto per il suo ruolo nella trilogia The Santa Clause.

## Filmografia

### Cinema
- 4 fantasmi per un sogno (Heart and Souls), regia di Ron Underwood (1993)
- Sunny's Deliverance, regia di Declan Recks – cortometraggio (1993)
- Caro zio Joe (Greedy), regia di Jonathan Lynn (1994)
- Santa Clause (The Santa Clause), regia di John Pasquin (1994)
- Dunston - Licenza di ridere (Dunston Checks In), regia di Ken Kwapis (1996)
- Batman & Robin, regia di Joel Schumacher (1997)
- Harry a pezzi (Deconstructing Harry), regia di Woody Allen (1997)
- The Spittin' Image, regia di Janet Scott Batchler – cortometraggio (1997)
- My Giant, regia di Michael Lehmann (1998)
- Emozioni pericolose (Luminous Motion), regia di Bette Gordon (1998)
- Che fine ha fatto Santa Clause? (The Santa Clause 2), regia di Michael Lembeck (2002)
- Santa Clause è nei guai (The Santa Clause 3: The Escape Clause), regia di Michael Lembeck (2006)
- Chromeskull: Laid to Rest 2, regia di Robert Hall (2011)

### Televisione
- Blue Jeans (The Wonder Years) – serie TV, episodio 2x14 (1989)
- Laurie Hill – serie TV, 10 episodi (1992)
- Vendetta per amore (A Family Torn Apart), regia di Craig R. Baxley – film TV (1993)
- In the Best of Families: Marriage, Pride & Madness, regia di Jeff Bleckner – film TV (1994)
- Seasons of the Heart, regia di Lee Grant – film TV (1994)
- Sola con i miei bambini (Abandoned and Deceived), regia di Joseph Dougherty – film TV (1995)
- La stella di Natale (A Christmas Memory), regia di Glenn Jordan – film TV (1997)
- Chameleon, regia di Stuart Cooper – film TV (1998)
- Jesse – serie TV, 41 episodi (1998-2000)
- E.R. - Medici in prima linea (ER) – serie TV, episodio 7x22 (2001)
- Nuovo Santa Clause cercasi (The Santa Clauses) – serie TV, episodio 1x02 (2022)

## Riconoscimenti
- Young Artist Award ottenuto come migliore attore sotto i 10 anni in una serie televisiva: Laurie Hill (1992)
- Young Artist Award ottenuto come migliore attore sotto i 10 anni nel film 4 fantasmi per un sogno (1993)
- Young Artist Award ottenuto come miglior performance giovane in Santa Clause (1994)
- Young Artist Award ottenuto come miglior performance giovane in una serie televisiva: Le stagioni del cuore (1994)
- Young Artist Award ottenuto come migliore attore giovane decenne nel film Dunston - Licenza di ridere (1996)
- Young Artist Award ottenuto come migliore attore giovane ultradecenne nel film A Christmas Memory (1997)
- Young Artist Award ottenuto come migliore attore giovane in Chameleon (1998)
- Young Artist Award vinto come miglior performance comica in Jesse (1998-2000)
- Young Artist Award ottenuto come migliore attore giovane in Che fine ha fatto Santa Clause? (2002)
- Young Artist Award ottenuto come attore giovane in Santa Clause è nei guai

## Doppiatori italiani
Nelle versioni in italiano delle opere in cui ha recitato, Eric Lloyd è stato doppiato da:
- Lorenzo De Angelis in Santa Clause, Harry a pezzi, La stella di Natale
- Fabrizio De Flaviis in Che fine ha fatto Santa Clause?, Santa Clause è nei guai
- Gemma Donati in 4 fantasmi per un sogno
- Giacomo Doni in Seasons of the Heart
- Domitilla D'Amico in Jesse
- Mirko Cannella in Nuovo Santa Clause cercasi